# Josep de Taverner i d'Ardena
Josep de Taverner i d'Ardena —el seu cognom també se sol escriure Taberner— (17 de maig de 1670, Barcelona - 16 de gener de 1726, Girona) fou un erudit i religiós, bisbe electe de Solsona i de Girona.
Fill de Francesc de Taverner i de Rubí —després comte de Darnius— i d'Ignàsia d'Ardena i d'Aragó, seguí la carrera literària, i obtingué graus i honors a la Universitat de Barcelona. Acabats els estudis, va ser nomenat canonge i tresorer de la catedral de Barcelona, on un cop complertes les obligacions del seu destí, destinava tot el temps ala lectura de llibres i a registrar còdexs antics. Així és que en 1710, mentre s'estava a Perpinyà per assumptes de família, va registrar totes les biblioteques dels monestirs d'aquella part de França i hi recollí notícies molt curioses. Els cèlebres escriptors Harduino i Marlene van manifestar la seva gratitud pels molts documents preciosos que els va facilitar. Se li deu el descobriment del concili gironí de l'any 1068, com s'assegura en la col·lecció de concilis de Labbé. Va ser nomenat bisbe de Solsona en 1718; i de Girona, el 1720, on va morir.
Va passar comissionat a París, on rebé honors i distincions del Rei Lluís XIV; i, entre les quals, una reial ordre per tal que se li permetés l'entrada a l'arxiu de la biblioteca Reial, i copiar l'obra manuscrita «Crónica general de Cataluña», escrita per Jeroni Pujades i conservada allà mateix. Sobre aquesta obra, Taverner feu diverses anotacions que van quedar sense concloure al moment de la mort. Va deixar, a més, escrites les següents obres:
- «Compendio histórico de los antiguos monasterios é insignes iglesias de los condados de Rosellon, Ampurias i Peralada»
- «Árbol genealógico de la casa de los condes de Rosellon, Peralada y Ampurias»
- «Tratado de los vizcondes de Rosellon»
- «Historia de los condes de Ampurias y Peralada»
- «Disertaciones históricas de los condados de Rosellon, Conflent i Vallespir»

Aquests dos darrers títols obraven en poder del comte de Darnius. Josep de Taverner llegà totes aquestes obres inèdites al seu germà Francesc Taverner, abat de la col·legiata de Sant Feliu de Girona i canonge de la catedral; i foren copiades per Serra i Postius, tal com diu al seu llibre «Finezas de los Angeles».